# Саммит Россия — Африка (2019)
Первый саммит Россия — Африка — переговоры высокого уровня с участием представителей делегаций африканских стран и России, прошедшие 23—24 октября 2019 года в Сочи под сопредательством президента России Владимира Путина и председателя Африканского союза, президента Египта Абдул-Фаттаха Ас-Сиси.
Девиз — «За мир, безопасность и развитие».
Путин подчеркнул «государственный суверенитет» и готовность России предлагать помощь или торговые сделки «без политических или иных условий», сказал, что «ряд западных стран прибегают к давлению, запугиванию и шантажу суверенных правительств африканских стран», против чего Россия вполне способна оказать помощь африканским государствам в отпоре.
Второй саммит был запланирован на октябрь 2022 года и должен был пройти в Аддис-Абебе, но позже был перенесён на июль 2023 года и прошёл в Санкт-Петербурге.

## Участники
- страны, представленные их лидерами
- делегации, возглавляемые заместителями первых лиц или министрами

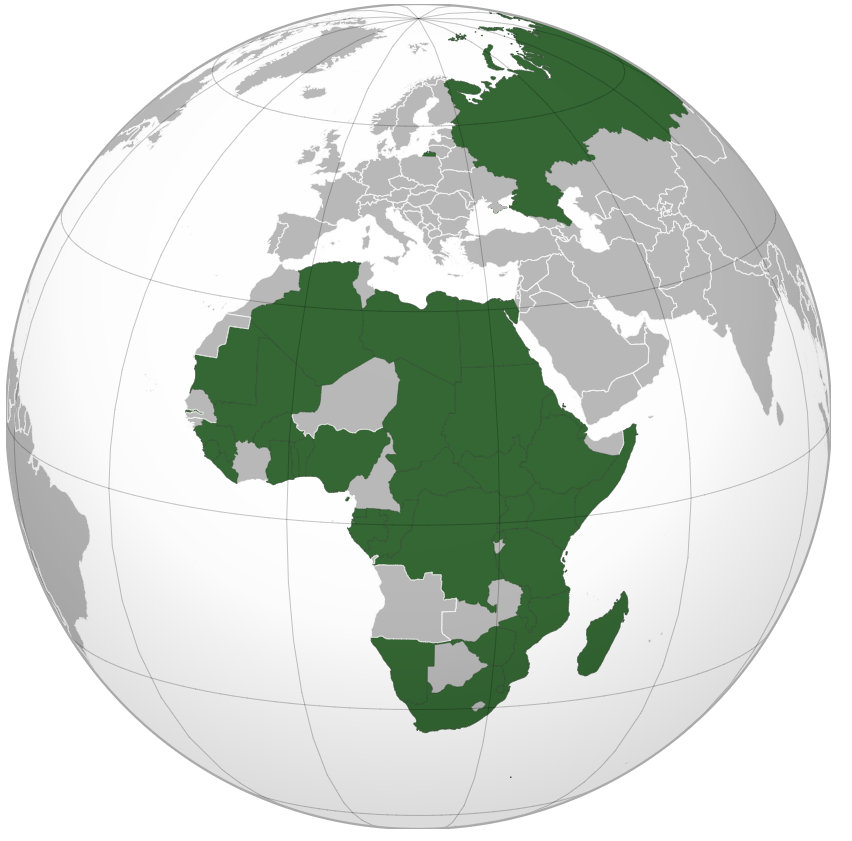
Карта стран-участников саммита Россия-Африка (2019) страны, представленные их лидерами
делегации, возглавляемые заместителями первых лиц или министрами

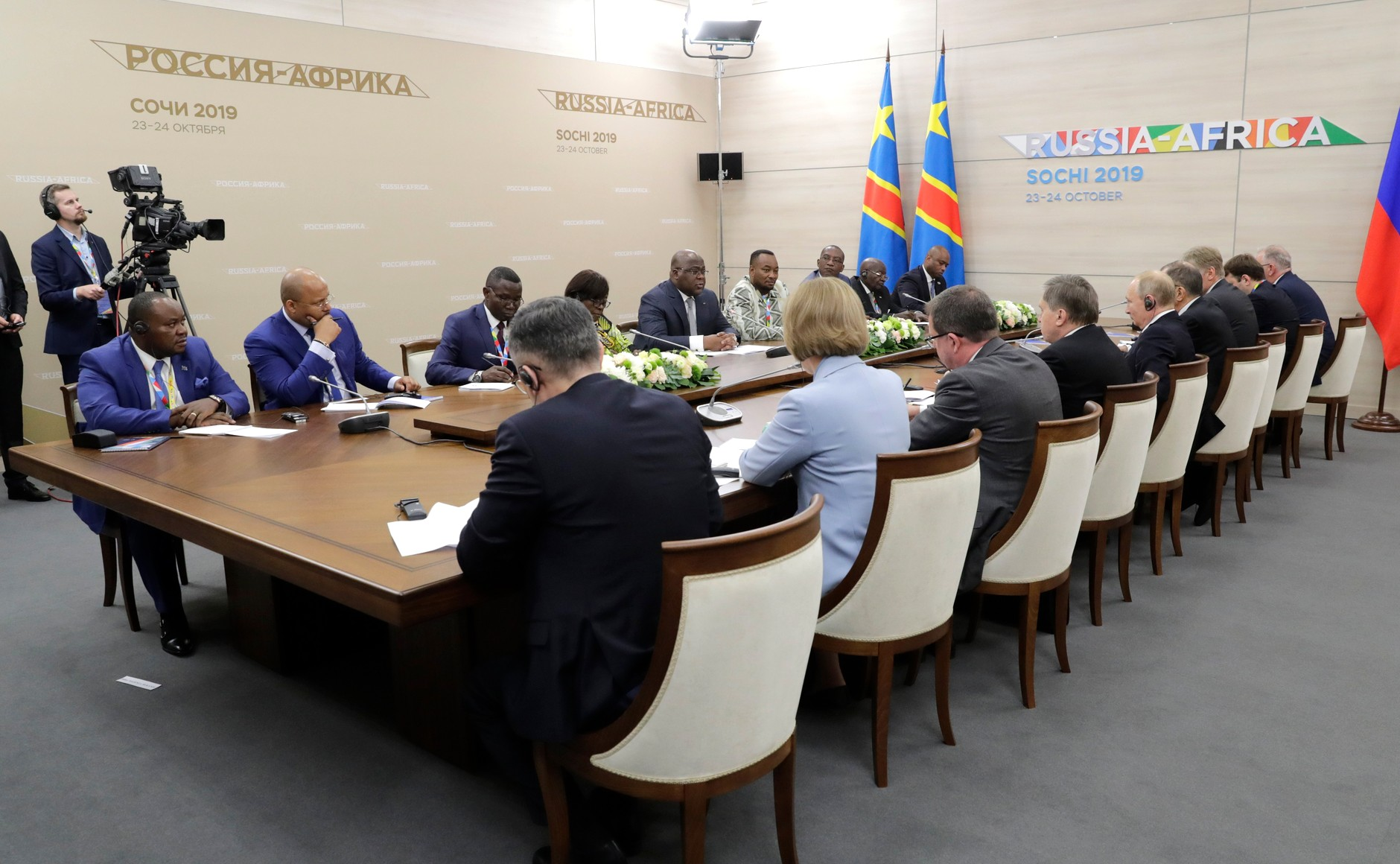
Встреча президентов России Владимира Путина и Демократической Республики Конго Феликса Чисекеди

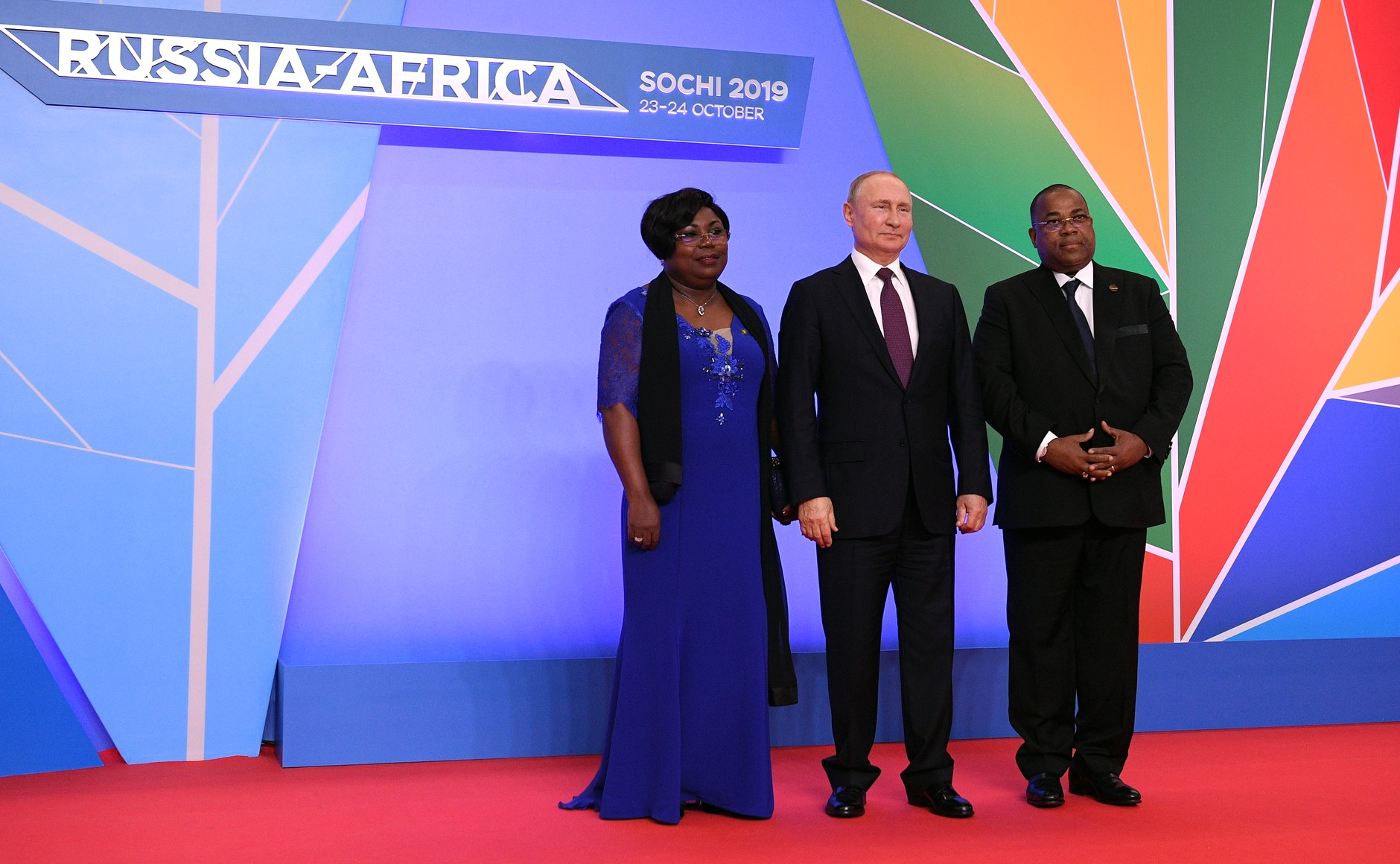
Владимир Путин и премьер-министр Габона Жульен Нкоге Бекале с супругой

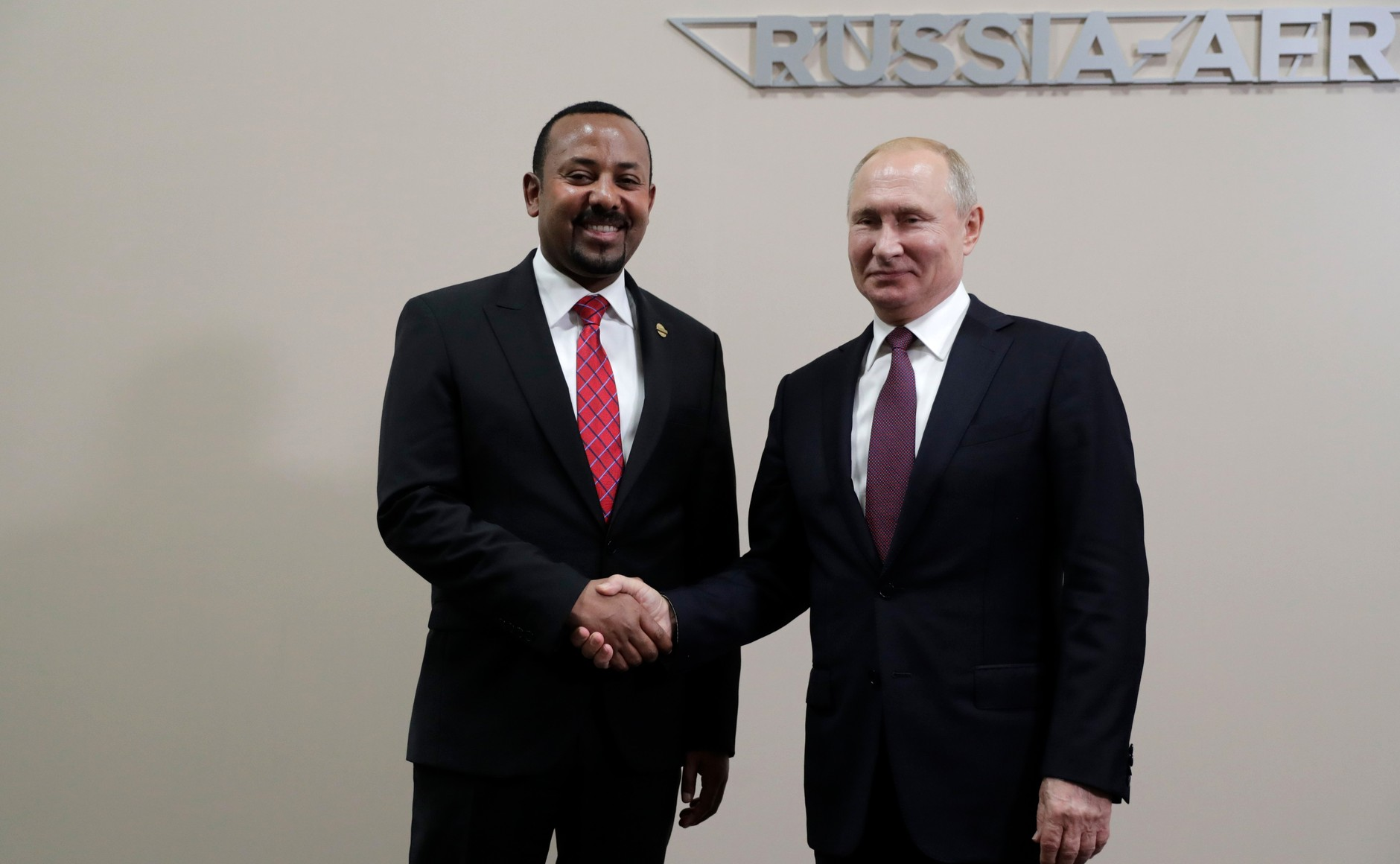
Владимир Путин и премьер-министр Эфиопии Абий Ахмед Али

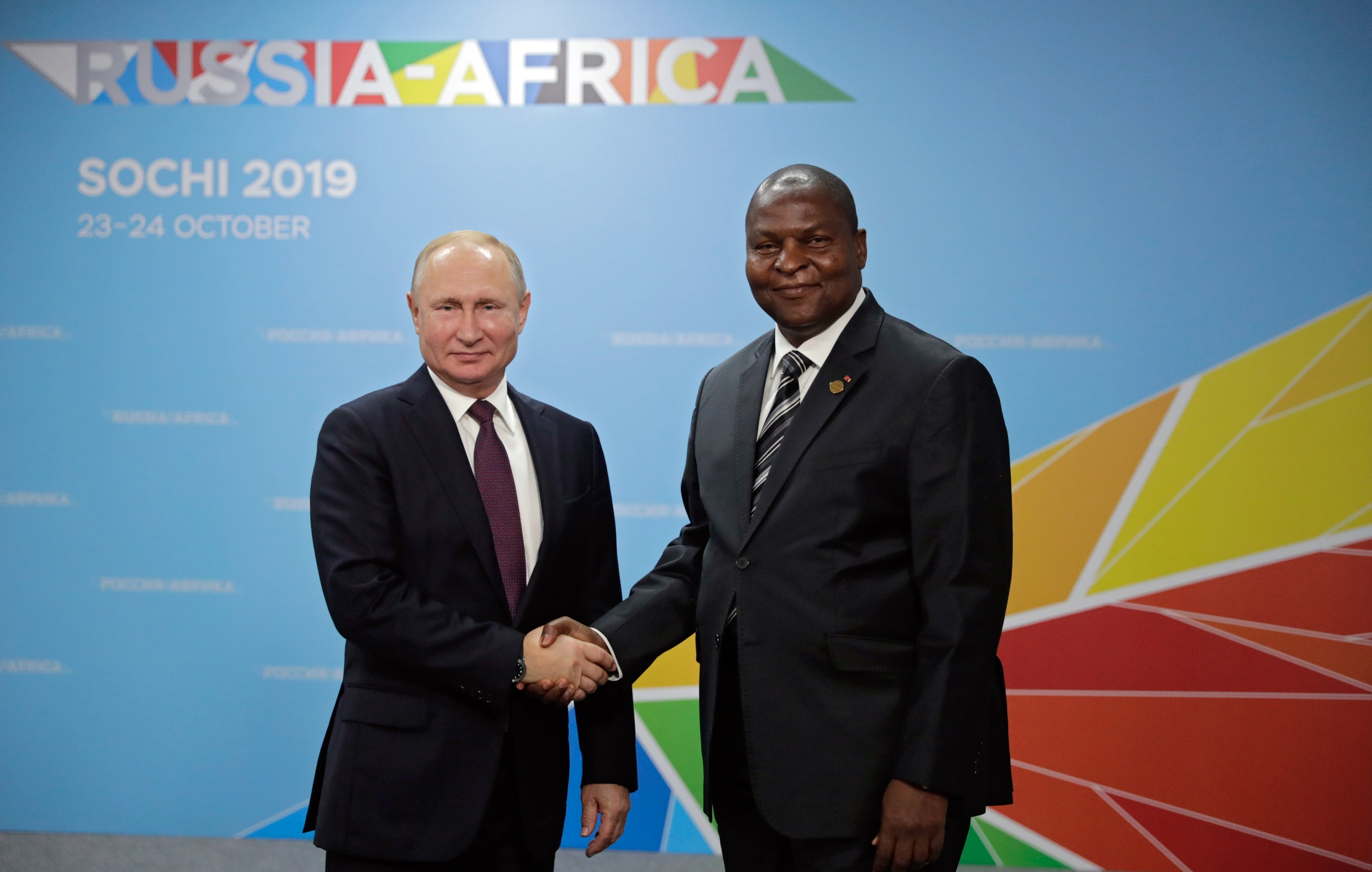
Владимир Путин и президент ЦАР Фостен-Арканж Туадера

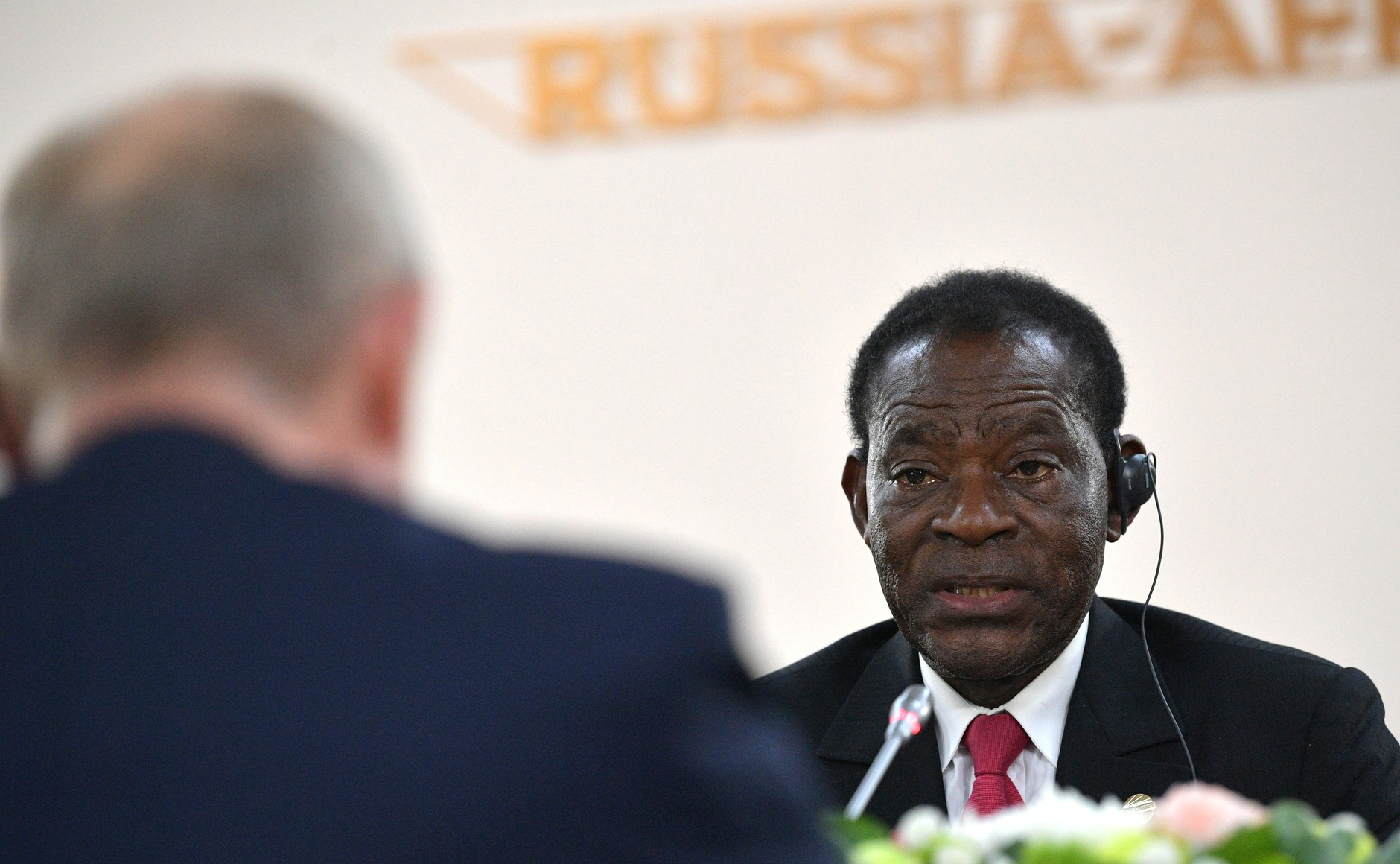
Владимир Путин и президент Экваториальной Гвинеи Теодоро Обианг Нгема Мбасого

На саммите приняли участие делегации всех стран Африки, причём 45 из них были представлены на уровне первых и вторых лиц.

### Президенты
- Россия — Владимир Путин
- Египет — Абдул-Фаттах Ас-Сиси[6]
- Алжир — Абделькадер Бенсалах (и. о.)[7]
- Ангола — Жоау Мануэл Гонсалвеш Лоренсу[8]
- Бенин — Патрис Талон[9]
- Буркина-Фасо — Рок Марк Кристиан Каборе[10]
- ЦАР — Фостен-Арканж Туадера[11]
- Чад — Идрис Деби[12]
- Коморы — Азали Ассумани[13]
- ДРК — Феликс Чисекеди[14]
- Конго — Дени Сассу-Нгессо[15]
- Джибути — Исмаил Омар Гелле[16]
- Гамбия — Адама Бэрроу[17]
- Гана — Нана Акуфо-Аддо[18]
- Экваториальная Гвинея — Теодоро Обианг Нгема Мбасого
- Гвинея — Альфа Конде[19]
- Кения — Ухуру Муигаи Кениата[20]
- Мадагаскар — Андри Радзуэлина[21]
- Мали — Ибрагим Бубакар Кейта[22]
- Малави — Питер Мутарика[23]
- Мавритания — Мухаммед ульд аш-Шейх аль-Газуани[24]
- Мозамбик — Филипе Ньюси[25]
- Намибия — Хаге Готфрид Гейнгоб[26]
- Нигерия — Мохаммаду Бухари[27]
- Руанда — Поль Кагаме[28]
- Сейшелы — Дэнни Фор[29]
- Сьерра-Леоне — Джулиус Маада Био[30]
- Сомали — Мохамед Абдуллахи Мохамед[31]
- ЮАР — Сирил Рамафоса[32]
- Южный Судан — Сальваторе Киир Маярдит[33]
- Судан — Абдель Фаттах аль-Бурхан[34]
- Того — Фор Гнассингбе[35]
- Уганда — Йовери Мусевени[36]
- Зимбабве — Эммерсон Мнангагва[37]

### Премьер-министры
- Эфиопия — Абий Ахмед Али[38]
- Габон — Жульен Нкоге Бекале[39]
- Ливия — Фаиз Сарадж[40]
- Танзания — Кассим Маджалива[41]
- Тунис — Юсеф Шахед[42]

### Прочие
- Эритрея — министр иностранных дел Осман Салех Мохаммед[43]
- Эсватини — король Мсвати III[44]
- Либерия — вице-президент Джуэл Тейлор[45]
- Бурунди — вице-президент Жозеф Буторе[46]

В общей сложности на саммите также приняли участие официальные представители всех 54 стран Африки, 45 из которых были представлены главами государств и правительств.
На мероприятиях Форума присутствовали руководители исполнительных органов восьми региональных организаций Африки:
- Африканского союза;
- Африканского экспортно-импортного банка;
- Восточноафриканского сообщества;
- Сахельской пятерки;
- Союза Арабского Магриба;
- Сообщества развития Юга Африки;
- Экономического сообщества государств Центральной Африки;
- Экономического сообщества стран Западной Африки;
- Межправительственной организации по развитию и Общего рынка Восточной и Южной Африки.

Также мероприятия саммита посетили 109 иностранных министров и два вице-президента. Помимо этого, присутствовали более шести тысяч участников представителей СМИ из России и 104 иностранных государств, около 1,1 тысячи представителей иностранного бизнеса, около 1,4 тысячи российского, более 1,9 тысячи иностранных официальных делегаций и более 300 — российских.